# 灰色与青
〈灰色与青〉是日本音乐人米津玄師的歌曲。它于2017年10月11日在在各种流媒体上作为米津玄师第四张原创专辑《 BOOTLEG 》的预发行，该专辑随后于11月1日发行。
这首歌是由演员菅田将暉作为客座主唱创作的，也收录在他作为音乐家的第一张专辑《 PLAY 》中。在实体及音乐发行的歌单中，常被写为《 灰色与青（ ＋ 菅田将暉 ）》。

## 背景
《灰色与青》的发布距离2017年6月发布的上一首单曲《Peace Sign》四个月间隔。 歌名首次公布时，各家媒体都将括号内的内容隐藏了(《灰色与青 (?)》)。在10月10日举行的“‘BOOTLEG’Premium All Songs Preliminary Event”活动中播放了山田贤人执导制作的歌曲的音乐视频，该视频在发行开始的同时在 YouTube 上发布。 
米津玄师表示，北野武导演的电影《坏孩子的天空》是创作这首歌的重要主题。尤其是两位主角分道扬镳、最后互相迎合的剧情，早已深深烙印在米津玄师“有一天也能做出像这部电影那样的音乐”的愿望中。因此，这首歌的歌词常常描绘他学生时代和青年时期的回忆。米津玄师创作专辑《BOOTLEG》的一个重要理念是向影响米津玄师的音乐家与作品，以及与他合作过的人才致敬，作为其中的一部分，演员菅田將暉被邀请与米津玄师一起担任这首歌的主唱。米津玄师是在电影《阳光只在这里灿烂》中认识了须田，此后菅田出米津玄师的熟人执导的电影，如《错乱的一代》与《溺水小刀》，以及由菅田本人出演并创作了主题曲的《何者》。米津玄师由于以上原因提出合作，他希望可以菅田能够在歌曲中展现出日常生活中罕见的“奇迹时刻”。 

## MV
《灰色与青》的音乐视频带由电影制作人山田健人执导。这是他与米津玄师的第二次合作，山田此前曾制作过《Orion》的音乐视频。此音乐视频是在东京某地区的一个公园的早晨和夜晚拍摄的。视频由米津玄师和菅田將暉主演。在剧情中两人从未见过面，而是不同时间在同一个地方的造成了误会。完整的音乐视频在2017年10月10日举行的“'BOOTLEG'Premium All Songs预听会"中首次公开，并立即上传到米津玄师的YouTube账号。视频在约24小时内的浏览量超过100万次，截至目前已创下浏览量超2亿次的记录。 

## 商业成绩/评价

### 商业成绩
《灰色与青》的音乐发行于2017年10月11日。它于10月23日首次上榜，在Billboard Hot 100总排行榜上排名第三。歌曲首次亮相就在下载歌曲总排行榜上排名第三，并在专辑发行仅4周后的11月13日升至排行榜第一。此后，受到《BOOTLEG》的人气长盛不衰以及次年发行的单曲《 Lemon 》的破纪录点击率等影响，此歌曲依旧在排行榜上长期占据一席之地，并在2019年9月16日的排行榜上达到第一百次上榜 。

### 评价
音乐制作人蔦谷好位置在2018年1月21日的“ 關JAM 完全燃SHOW ”上公布2017年发行的歌曲排名中选择了《灰色与青》作为第一名，并积极赞扬了这首歌接近海外流行音乐的歌唱方法。与菅田的合作展现了演员和音乐家各自的魅力，使得这首歌被蔦谷好位置称为“压倒性的第一”。 